# Kopfgeld

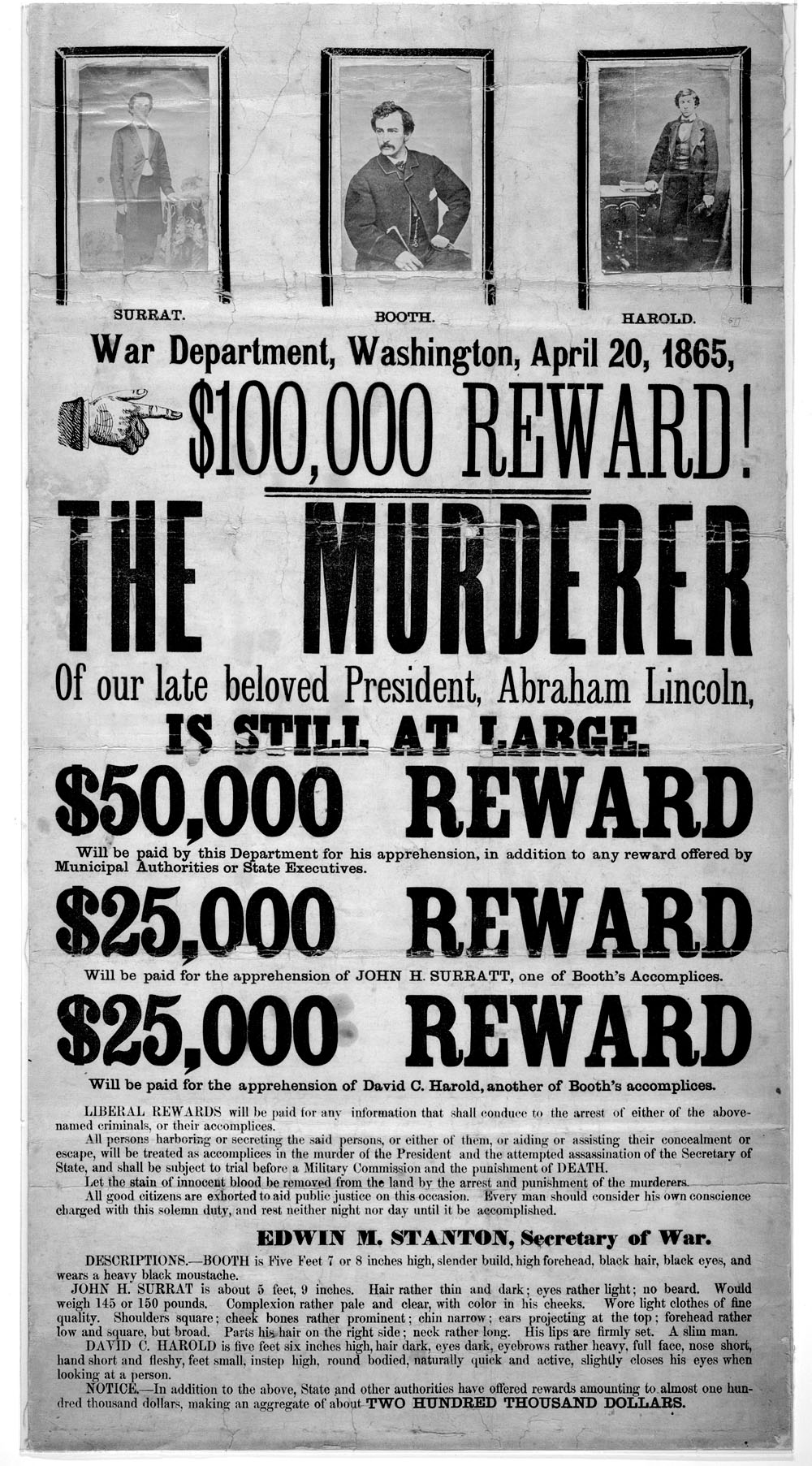
US-amerikanisches Fahndungsplakat von 1865 zur Suche der Mörder von Präsident Lincoln mit hohem Kopfgeld. 50.000 Dollar 1865 entsprechen heute etwa Dollar

Kopfgeld (auch Kopfprämie) ist – der ursprünglichen Bedeutung nach – das Geld, das jemand erhält, der eine bestimmte Person tötet, lebend beibringt oder sachdienliche Hinweise zur Ergreifung erbringt. Es handelt sich hierbei um eine Belohnung für den Überbringer. Kopfgeld wird meist im Zusammenhang mit Verbrechen oder vermissten Personen ausgesetzt. Bei Straftaten von erheblicher Bedeutung loben in Deutschland und Österreich die zuständige Staatsanwaltschaft, ein Landeskriminalamt, Privatleute oder Unternehmen eine Belohnung aus. Als Hinweisgeber gelten in der Regel keine Personen, zu deren Berufspflicht die Verfolgung strafbarer Handlungen gehört; der Rechtsweg wird ausgeschlossen.

## Geschichte
Belohnungen für die Beibringung von flüchtigen Personen sind historisch sehr alt. Als allgemein ausgeschriebene Geldzuwendung sind sie in Europa im ausgehenden Mittelalter häufiger geworden.
Kopfgelder wurden meistens auf Verbrecher ausgesetzt, besonders in Gebieten, in denen die Polizei oder andere Gesetzeshüter wenig effektive eigene Machtmittel hatten. Kopfgelder wurden häufig von Privatpersonen ausgelobt, entweder von den Geschädigten selbst oder, in der Regel bei Mord, durch die Angehörigen. In manchen Staaten gibt es noch heute sogenannte Kopfgeldjäger, meist handelt es sich dabei um Privatdetektive.

## US-amerikanische Praxis
In den USA hat sich das Kopfgeld als übliches Mittel der Strafverfolgung in den meisten Staaten erhalten. Gerichtlich aus dem Urteil Taylor v. Taintor des Obersten Gerichtshofs ging die Entscheidung hervor, dass ein privater Kopfgeldjäger die Rechte eines Klägers gegenüber dem Angeschuldigten vertritt. Lediglich die US-Staaten Illinois, Kentucky, Oregon und Wisconsin haben die Auslobung von Kopfgeld und Anheuerung von Kopfgeldjägern gesetzlich untersagt. Im Vergleich zu staatlichen Strafverfolgungsbehörden unterliegen private Kopfgeldjäger in den USA jedoch der privaten Haftungspflicht gegenüber Angeschuldigten. Neben dem Kopfgeld ist auch heute noch die Entlassung von noch nicht verurteilten Angeschuldigten gegen Kaution üblich (Kautionssystem in US-Gerichten). Diese wird oftmals von darauf spezialisierten Firmen organisiert und finanziert. Erscheint nun der Entlassene nicht zum Gerichtstermin, droht diese Kaution zu verfallen. Daher werden diese Personen zwangsweise vorgeführt. Die mit dieser Aufgabe betrauten Detektive erhalten dafür ein Kopfgeld, das sich an der im Risiko stehenden Kaution bemisst.
Im Genre der Westernfilme wurde das Kopfgeld oft unter dem Schlagwort Wanted (Dead Or Alive) thematisiert, wobei öffentliche Aushänge (Steckbriefe) gezeigt wurden. In der modernen Rechtspraxis der USA werden die Aufträge zur Beibringung einer Person allerdings meist nicht mehr öffentlich ausgehängt, sondern wie andere Geschäftsvorgänge postalisch erledigt. Es handelt sich um einen gewöhnlichen Erwerbszweig.

## Kopfgeld weltweit
Weltweit ist statt eines Kopfgeldes eher eine Belohnung üblich. Da Selbstjustiz in den meisten Ländern der Welt untersagt ist, darf die zu findende Person nicht getötet werden. Daher wird eine Belohnung üblicherweise für Hinweise gezahlt, die zur Ergreifung der Person führen.
Auch Staaten oder Regierungen setzen mitunter Belohnungen aus. So wurden beispielsweise während des Dritten Golfkrieges sehr hohe Belohnungen auf Hinweise ausgesetzt, die zur Ergreifung von ehemaligen irakischen Regierungsmitgliedern führten.

## Sonstiges
Mit dem Freikauf von Rumäniendeutschen durch die deutsche Bundesregierung wurde zwischen 1967 und 1989 die Ausreise von 226.654 Rumäniendeutschen aus dem zu dieser Zeit unter kommunistischer Herrschaft stehenden Rumänien in die Bundesrepublik Deutschland erwirkt.
Die Zahlungen von zuletzt (1989) 8950 DM pro ausgereister Person wurden ebenfalls Kopfgeld genannt. Die Gesamthöhe der Zahlungen in dieser Zeit wird auf über 1 Milliarde DM geschätzt.
Das höchste jemals ausgesetzte Kopfgeld beträgt 50 Millionen Dollar. Es wurde von der russischen Regierung für den- oder diejenigen ausgesetzt, die Informationen zur Ergreifung des Täters des zum Absturz gebrachten Kogalymavia-Fluges 9268 liefern, sowie 2001 bzw. 2004 von der US-Regierung während des Irakkriegs an den Terroristen Osama Bin Laden.